# Erythrodiplax clitella
Erythrodiplax clitella – gatunek ważki z rodziny ważkowatych (Libellulidae). Występuje na terenie Ameryki Południowej.